# جنس قدمي
الجنس القدمي هو سلوك جنسي خارجي ينطوي على حكّ القدمين – أو قدم واحدة – على العضو الجِنسي للشريك المُقابِل من أجل الوصول لقمّة الإثارة أو حتّى النشوة في بعض الأحيان، كما يدخلُ في بعض الحالات ضمنَ فتيشية القدم. غالِبًا ما يختص الجنس القدمي بالذكور في حين تقوم شريكته الأنثى بإثارة عضوه من خِلال قدميها كما تنطوي العمليّة علَى إثارة باقي أعضاء الجِهاز التناسلي بما في ذلك الخصيتين. يُشير المصطلح كذلك إلى استخدام قدم واحدة أو قدمين معًا في إثارة الثديين أو الفرج.

## الثقافة الشعبية
- في حلقة من إحدى حلقات مسلسل ربات بيوت يائسات؛ تُغازِلُ غابرييل سوليس (إيفا لونغوريا) جون رولاند (جيسي ميتكالف) عن طريق الجنس القدمي تحتَ طاولة مطعمٍ شعبيّ.
- ظهر مشهد يُصوّر الجنس القدمي في الفيلم البريطاني الأغاني التسعة حيث يتلددُ بين ماثيو (كيران أوبراين) بمداعبة ليزا (مارجو ستيلي) لعضوه داخل حوض استحمام.
- تطرقُ فيلم الوحش بشكل جانبي لموضوع الجِنس القدمي حيثُ يصور السيناريو السيّد روميلد دي أزي وهو مُطاردٌ من قِبل مستذئب لا يشبعُ جنسيًا إلّا حينَما يُمارس الجنس القدمي وهوَ مُعلق على غصن شجرة.[6]
- ظهر الجنس القدمي كذلك في فيلم حرب الورود حيثُ تداعب سيّدة مجهولة – لَها دور ثانوي – عضو غافين بقدميها بعدما دعاها إلى العشاء.